# جون بيفان
جون بيفان (بالإنجليزية: John Bevan)‏ هو لاعب اتحاد الرغبي بريطاني، ولد في 28 أكتوبر 1950 في روندا كينون تاف ‏ في المملكة المتحدة.

## وصلات خارجية
- جون بيفان عل موقع إسبنسكروم (الإنجليزية)